# Johann Michael Dros
Johann Michael Dros (* 3. Oktober 1775 in Königshofen i.Grabfeld; † 15. September 1841) war ein fränkischer Gastwirt und Politiker.

## Werdegang
Dros war Landwirt und Gastwirt in Königshofen. Von Februar 1819 bis 1822 gehörte er als Abgeordneter der Klasse V der Kammer der Abgeordneten an. 